# Al-Junaynah (distrito)

Localização do distrito

Al-Junaynah é um dos sete distritos do estado de Gharb Darfor, no Sudão. É neste distrito que se situa a capital do estado, Al-Junaynah